# Erraï
Erraï (arabe : الرأي signifiant « L'Opinion ») est un hebdomadaire arabophone paraissant à Tunis du 29 décembre 1977 à décembre 1987.

## Historique
L'hebdomadaire est lancé par Hassib Ben Ammar, cofondateur de la Ligue tunisienne des droits de l'homme, comme étant « une contribution à la diffusion des idées démocratiques ». Son fondateur s'exprime ainsi sur la politique d'ouverture du journal : 
« Nous avons ouvert nos colonnes à tous. Même à Rachid Ghannouchi (islamiste) et à Mohamed Harmel (communiste), alors que nous n'épousions pas leurs positions. Cela au nom de la liberté d'expression. J'ai même publié un éditorial qui prenait la défense des intégristes. »

## Fin
En décembre 1987, soit quelques semaines après l'arrivée au pouvoir du président Zine el-Abidine Ben Ali, Ben Ammar « saborde » Erraï, dont il est alors directeur. La journaliste Oum Zied indique notamment dans un article intitulé « Le dérapage autoritaire du régime de Ben Ali » : « N'applaudissez pas trop vite Ben Ali. N'oubliez pas son passé militaire, ni son passé policier. Et s'il nous entraînait sur une voie bien pire que Bourguiba ? Ne lui donnez pas un blanc-seing ! ».
Cet article aurait déclenché la colère du président qui aurait alors fait interdire le numéro en question et lancé une campagne d'intimidation contre Ben Ammar qui, « acculé », aurait alors mis fin à la publication.